# Tiyingtali
Tiyingtali is een bestuurslaag in het regentschap Karangasem van de provincie Bali, Indonesië. Tiyingtali telt 3552 inwoners (volkstelling 2010).